# Sunnig Grat
Der Sunnig Grat (gelegentlich auch Sunniggrat oder Sunniggrätli) ist eine Bergschulter im Schweizer Kanton Uri, deren höchster Punkt auf 2034 m ü. M. in den Urner Alpen liegt. Von dort hat man einen guten Blick ins Urner Reusstal, das Maderanertal und zu den Gipfeln der Urner, Glarner und Schwyzer Alpen.

## Begehung
Ausgangspunkte im Reusstal für den Sunnig Grat sind Intschi oder Amsteg, von wo man mit einer Luftseilbahn zum Arnisee fährt und den Gipfel mit einer Bergwanderung in 2 bis 2½ Stunden erreicht. Ab Gurtnellen Dorf dauert die Wanderung über die Terrasse des Arnisees ca. 4 Stunden.

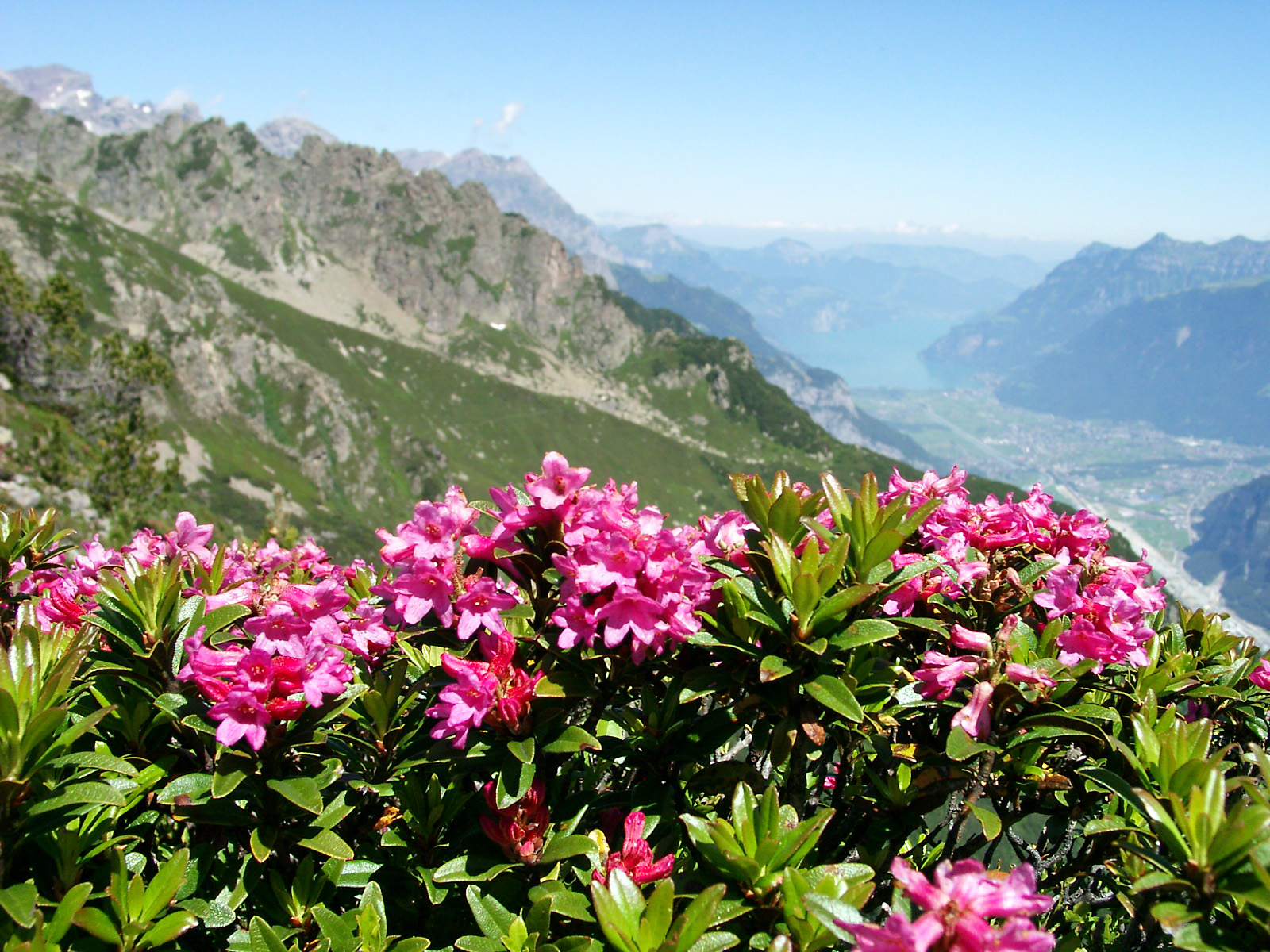
Alpenrosen auf dem Sunnig Grat mit Blick zum Urnersee

Nur wenig unterhalb des Grats, steht in 1978 m ü. M. Höhe die mit 30 Betten ausgestattete und von Juli bis Ende August bewartete Sunniggrathütte neben einem kleinen See (Sunnig Grat Seeli 1960 m ü. M.).
Auf dem sonnigen Grat (die hochdeutsche Bezeichnung Sonnengrat findet sich im alten Geographischen Lexikon der Schweiz) gibt es eine reichhaltige Flora, wie z. B. Alpenrosen.
Der auf dem Anstiegsweg liegende Arnisee wurde in den Jahren 1908 bis 1912 künstlich aufgestaut und dient als Speicherkraftwerk der Energiegewinnung.

## Belege
1. 1 2 3  Bezeichnung und Höhe gemäss Landeskarte
2. ↑  Bezeichnung bei Hikr.org
3. ↑  Charles Knapp, Maurice Borel, Victor Attinger, Heinrich Brunner, Société neuchâteloise de géographie (Hrsg.): Geographisches Lexikon der Schweiz. Band 5: Schweiz – Tavetsch. Verlag Gebrüder Attinger, Neuenburg 1908, S. 636, Stichwort Sonnengrat  (Scan der Lexikon-Seite).